# Webb-Eisfall
Der Webb-Eisfall ist ein Gletscherbruch im ostantarktischen Viktorialand. In der Willett Range speist er unmittelbar südlich des Vishniac Peak den Westteil des Kopfendes des Webb-Gletschers.
Das Advisory Committee on Antarctic Names benannte ihn 1970 wie den gleichnamigen Gletscher nach Peter-Noel Webb, einem Teilnehmer der von 1958 bis 1959 dauernden Kampagne im Rahmen der neuseeländischen Victoria University’s Antarctic Expeditions.

## Einzelnachweis
1. ↑  Peter-Noel Webb, Profilseite auf der Homepage der Ohio State University (englisch, abgerufen am 4. Januar 2016).